# 6-Pyruvoyl-5,6,7,8-tetrahydropterin
6-Pyruvoyl-tetrahydropterin ist eine heterocyclische Verbindung, welche zur Naturstoff-Klasse der Pterine, in weiterem Sinn der Pteridine gehört.
Namensgebend für das Molekül ist die C3-Seitenkette am C-6 des Pterin-Heterocyclus. Sie trägt zwei benachbarte Carbonylgruppen und entspricht damit strukturell einem Brenztraubensäure-Rest (Pyruvic acid). Der Substituent (CH3COCO−) wird folglich als Pyruvoyl-Rest bezeichnet.

## Geschichte
Bei Untersuchungen zur Biosynthese von 5,6,7,8-Tetrahydrobiopterin (BH4, Sapropterin) aus Dihydroneopterintriphosphat, welches seinerseits über mehrere Stufen aus Guanosintriphosphat (GTP) entsteht, wurde wahrscheinlich, dass als Vorstufe ein unbeständiges Zwischenprodukt (Intermediat) auftreten könnte, welchem die Struktur des 6-Pyruvoyl-5,6,7,8-tetrahydropterins (PPH4) zugeordnet wurde.
Die Isolierung des labilen Moleküls PPH4 erwies sich als schwierig. Immerhin lieferten die 1H-NMR-Spektroskopie und das Massenspektrum begründete Hinweise für seine Existenz.

## Biochemie
Die Umwandlung von Dihydroneopterintriphosphat zu PPH4 wird durch das Enzym 6-Pyruvoyl-H4-pterin-Synthase (PTPS, PPH4S, EC 4.6.1.10) katalysiert. Anschließend werden die Carbonylgruppen der Seitenkette zum Diol (BH4) hydriert, wobei das Coenzym NADPH als Wasserstoffquelle fungiert, in Kooperation mit dem Enzym Sepiapterin-Reduktase. Möglicherweise entsteht zunächst noch die Zwischenstufe 6-Lactoyl-5,6,7,8-tetrahydrosepiapterin.